# 浜田三郎 (実業家)
浜田 三郎（はまだ さぶろう、1889年〈明治22年〉11月22日 - 没年不明）は、日本の実業家、静岡県多額納税者。相模屋社長。熱海伊豆山温泉組合長。

## 経歴
静岡県・浜田文作の息子。1913年、家督を相続した。温泉旅館業を営んだ。千人風呂相模屋旅館を経営し、静岡県多額納税者に列した。永く区長の要職にあった。
熱海小学校学務委員であった。伊豆銀行、箱根ホテル各監査役、伊豆銀行熱海支店相談役を兼任した。

## 人物
相模屋旅館について、三郎によると「先代文作が苦心経営の結果、顧客の信用を高め高評を博するようになり、千人風呂に久邇宮殿下の御行啓の幸栄を賜り、また松方侯爵、浅野侯爵、松浦伯爵、寺島伯爵、渡辺子爵、三浦子爵、後藤男爵等の諸華族方を始め、文士には、大町桂月、有島武郎、実業家には、福島浪蔵、山科礼蔵、織田昇次郎、久原房之助、村井吉兵衛の諸氏も来遊されてこの風呂で深い感興をそそられたこともあった」という。
宗教は真言宗。趣味は義太夫。住所は静岡県田方郡熱海町伊豆山（現・熱海市伊豆山）。

## 家族・親族
浜田家
- 父・文作（温泉旅館業、相模屋）[7]
- 弟・四郎（1897年 - ?） - 家業の旅館業に従事し、傍ら熱海町学務委員、静岡県方面委員である[1]。
- 妻（1896年 - ?、神奈川、森安治郎の娘）[注 2]
- 養子・禎介（1905年 - ?、長女うめの夫、新潟、須山斌二郎の三男）[5] - 相模屋を継承[9]。
  - 同妻・うめ（1913年 - ?、相模屋取締役）[5]
- 長女[1]
- 二女[1]
- 三女[1]
- 四女[1]
- 孫[2]

親戚
- 妻の父・森安治郎（川崎市会議長）[8]